# Macrocoma cylindrica
Macrocoma cylindrica es una especie de insecto coleóptero de la familia Chrysomelidae.
Fue descrita científicamente en 1846 por Küster.